# Мњишек на Хњиљецу
Мњишек на Хњиљецу (слч. Mníšek nad Hnilcom) насељено је мјесто са административним статусом сеоске општине (слч. obec) у округу Гелњица, у Кошичком крају, Словачка Република.

## Становништво
| Година:    | 1994. | 2004.   | 2014.   | 2024.   |
| ---------- | ----- | ------- | ------- | ------- |
| Број људи: | 1621  | 1711    | 1751    | 1830    |
| Разлика:   |       | +5,55 % | +2,33 % | +4,51 % |

| Година:    | 2023. | 2024.   |
| ---------- | ----- | ------- |
| Број људи: | 1832  | 1830    |
| Разлика:   |       | -0,10 % |

Према подацима о броју становника из 2011. године насеље је имало 1.708 становника.